# Стефанович Олекса Коронатович
Олекса Коронатович Стефанович  (*5 жовтня, 1899, Милятин, Рівненська область — †4 січня 1970, Баффало) — український поет, літературний критик. Родом з с. Милятина на Рівненщині; з 1922 на еміграції в Празі, де відвідував Карлів університет, від 1944 жив у Німеччині, від 1949 у США.

## Життєпис
Народився 5 жовтня 1899 р. у с. Милятині Острозького повіту на Волині в родині православного священика.
Закінчив духовну школу в Клевані (1914), потім духовну семінарію в Житомирі (1919). У 1920—1921 рр. вчителював у с. Садки. З 1922 р. мешкав у Празі.
Навчався на філософському факультеті Карлового університету (1922—1928), у 1930 р. захистив докторат із філософії (тема дисертації — «Метлинський як поет»). Викладав на філософському факультеті Українського вільного університету (1928—1930).
У 1939—1941 рр. працював домашнім учителем.
У 1944 році, коли до Праги підійшли радянські війська, Олекса Стефанович, рятуючи власне життя і волю, залишає Прагу й емігрує до Німеччини, де проживає до 1949 року, а з 1949 р. — у м. Баффало (США). Працював на фабриці, після виходу на пенсію (з 1962 р.) учителем в українській православній суботній школі.
Помер 4 січня 1970 р. в м. Баффало, шт. Нью-Йорк, похований там же, перепохований на цвинтарі у Баунд-Бруку. Життя Олекси Стефановича було сповнене постійних духовних пошуків та глибоких роздумів. Він жив дуже самотньо, коло його знайомих і товаришів було обмеженим і вузьким, відчуття страху та манія переслідування з боку радянської влади до самої смерті не залишали поета.

## Творчість
Друкувався в «Новій Україні», «ЛНВ», «Пробоєм», «Христ. Шляху», «Новому Шляху», «Христ. Голосі» й ін. Зб. поезій: «Поезії» (1927), «Stefanos І» (не датована, 1938) і «Зібрані твори» (1975), що включають недруковані зб. «Stefanos II», «Кінцесвітне» та «Фраґменти». Хоч Стефанович належав до празької групи, його творчість позбавлена характеристичного для цього кола волюнтаризму. Поетична творчість поета живиться спогадами про елегійні волинські краєвиди, постаті минулого і трагічні картини історії й сучасности. Ці тематичні площини пронизані двома силами, які розривали творчість Стефановича, — поганством (з обертонами еротики) і християнством, яке домінувало в пізнішій творчості поета і часто сягало містичних вершин.
Основною характеристикою стилю Стефановича є його дуже індивідуальна поетична мова, базована на вживанні архаїзмів і неологізмів (теж творених в архаїчно-ритуальному дусі) та на своєрідній синтаксі. У ранній творчості Стефановича переважають романтично-символістичні елементи (образно споріднені з народною творчістю), у пізнішій його мова стає рубаною і загостреною, поет часто ламає ритміку в різких спадистих каденціях, що дає відчуття рокованости, кінецьсвітности, апокаліптичности.
Автор поетичних збірок «Поезії» (1927), «Зібрані твори» (1975, посмертно).

### Окремі видання творів
- Стефанович О. Поезії. Збірка І (1923—1926). Прага, 1927. 48 с.
- Стефанович О. Stefanos І. Прага, 1938. 80 с.
- Стефанович О. Зібрані твори / Упор. Б.Бойчука. Торонто: Євшан-зілля, 1975. 304 с.

### Видання про Стефановича
- Антонович-Рудницька М. Олекса Стефанович. Вінніпег-Едмонтон, 1970. 20 с. : https://diasporiana.org.ua/wp-content/uploads/books/5015/file.pdf
- Стефанович О. Возлюби її до крови. Літературна спадщина. Дослідження. Документи. Рівне, 2003. 140 с.

## Аудіозаписи творів
- Олекса Стефанович. «Гірчавінь полинів…»: https://www.youtube.com/watch?v=uU-mLr6wFGk